# Ángel Martínez Sanjuán
Ángel Martínez Sanjuán (San Sebastián, 8 de abril de 1951) es un economista y político español, en siete ocasiones elegido diputado al Congreso.

## Biografía
Licenciado en Ciencias Económicas, trabajó como ejecutivo en una empresa vizcaína con la que se trasladó a La Rioja cuando la sede de la empresa se estableció en Logroño. Miembro del Partido Socialista Obrero Español (PSOE) desde los años 1970 y de la Unión General de Trabajadores (UGT), fue concejal del Ayuntamiento de Logroño desde 1979 a 1982. En 1981 fue elegido secretario general de la Federación riojana del PSOE, cargo que ocupó hasta 2000. Candidato al Congreso de los Diputados en las elecciones generales de 1982 por la circunscripción de La Rioja, ganó el escaño y renovó el mandato en las siguientes seis convocatorias electorales: 1986, 1989, 1993, 1996, 2000 y 2004. En su labor parlamentaria, destaca haber sido miembro de la comisión de investigación del caso Rumasa, la del caso Gescartera y la de investigación de los atentados del 11 de marzo de 2004; fue presidente de la Comisión de Economía (1990-1996), y vicepresidente de la misma durante el primer mandato al frente del ejecutivo de José María Aznar (1996-2000), presidente de la Comisión de Educación (2006-2008) y portavoz de la Comisión de interior en 2004 tras los atentados de marzo de ese año. En mayo de 2008 fue nombrado presidente de la empresa pública, Sociedad Estatal de Infraestructuras y Equipamientos Penitenciarios (SIEP), cargo en el que permaneció hasta 2011.